# Crotalaria onobrychis
Crotalaria onobrychis är en ärtväxtart som beskrevs av Achille Richard. Crotalaria onobrychis ingår i släktet sunnhampor, och familjen ärtväxter. Inga underarter finns listade i Catalogue of Life.